# Stazione di Ebara-Nakanobu
La stazione di Ebara-Nakanobu (荏原中延駅?, Ebara-Nakanobu-eki) è una stazione ferroviaria di Tokyo che si trova a Shinagawa ed è servita dalla linea ● Ikegami delle Ferrovie Tōkyū.

## Linee
Tōkyū Corporation
● Linea Tōkyū Ikegami

## Struttura
La stazione è costituita da due binari passanti con due marciapiedi laterali.
| 1 | ● Linea Tōkyū Ikegami |  | per Hatanodai, Yukigaya-Ōtsuka, Ikegami e Kamata |
| 2 | ● Linea Tōkyū Ikegami |  | per Gotanda                                      |

## Stazioni adiacenti
| «                   | Servizio            | »                   |
| Linea Tōkyū Ikegami | Linea Tōkyū Ikegami | Linea Tōkyū Ikegami |
| ------------------- | ------------------- | ------------------- |
| Togoshi-Ginza       | Locale              | Hatanodai           |